# Copelatus normalis
Copelatus normalis là một loài bọ cánh cứng trong họ Bọ nước. Loài này được Erichson miêu tả khoa học năm 1847.